# Maja Mihalinec
Maja Mihalinec, född 17 december 1989, är en slovensk kortdistanslöpare.
Mihalinec tävlade för Slovenien vid olympiska sommarspelen 2016 i Rio de Janeiro, där hon blev utslagen i försöksheatet på 200 meter.

## Personliga rekord
| Utomhus - 100 meter – 11,27 (Padova, 16 juli 2019) - 200 meter – 22,78 (Doha, 30 september 2019) | Inomhus - 60 meter – 7,21 (Glasgow, 2 mars 2019) - 200 meter – 23,47 (Wien, 31 januari 2015) - 400 meter – 57,25 (Lincoln, 19 februari 2010) |